# تشکچه حرارتی
یک تشک برقی با حرارت مستقیمی که به عضلات وارد می‌کند درد، اسپاسم، خستگی، آسیب‌های وارده در ناحیه پشت و گرفتگی عضلات را رفع کرده و گردش خون را بهبود می‌بخشند حتی در کاهش علائم بیماری‌های افسار گسیخته‌ای مانند آرتروز هم مفید و موثرند. درون آن‌ها المنت‌های ظریف حرارتی هست که انرژی الکتریکی را به گرما تبدیل کرده و از آن برای گرم کردن مداوم و یکنواخت نقطه‌ای در بدن استفاده می‌کنند و به همین دلیل با یک کیسه آب گرم که هر لحظه امکان ریختن آب جوش از آن‌ها وجود دارد، قابل مقایسه نیستند.